# Amadou Bakayoko
Ne doit pas être confondu avec Amadou Bagayoko.
Amadou Bakayoko, né le 1er janvier 1996 à Kenema, est un footballeur international sierraléonais. Il évolue au poste d'attaquant au Dundee FC en prêt de Forest Green Rovers.

## Biographie

### Jeunesse et formation
Bakayoko est né en Sierra Leone mais vit en Guinée jusqu'à l'âge de six ans, avant de déménager aux Pays-Bas où il vit jusqu'à l'âge de dix ans. Après avoir déménagé en Angleterre, il commence à jouer à Birmingham avant de remporter une bourse au Walsall.

### En club
Il fait ses débuts avec les « Saddlers » le 5 avril, remplaçant Michael Ngoo à la 68e après une défaite 1-0 contre Port Vale à Vale Park.
Le 9 octobre 2014, Bakayoko rejoint l'équipe de cinquième division de Southport grâce à un prêt d'un mois. Il fait ses débuts comme remplaçant lors de la victoire 2-0 de Southport contre Braintree Town.
Le 15 janvier 2016, il rejoint Worcester City dans le cadre d'un prêt d'un mois, et inscrit trois buts en championnat dans la National League North pour le club.
Son contrat est prolongé par Walsall à la fin de la saison 2017-2018 après que le club a exercé une option.
Le 7 août 2018, Bakayoko rejoint l'équipe de League One de Coventry City, signant un contrat de deux ans. Le 12 mai 2021, il quitte Coventry à la fin de la saison, à la suite de l'expiration de son contrat.
Le 25 juin 2021, il rejoint Bolton Wanderers pour un contrat de deux ans. Ses débuts en compétition ont eu lieu le 7 août lors d'un match nul 3–3 contre Milton Keynes Dons, avec un but lors de ses débuts pour donner l'avantage 2-1 à Bolton.
Le 12 janvier 2023, il rejoint le club des Forest Green Rovers dans le cadre d'un contrat permanent pour un montant non divulgué,.
Le 27 juillet 2023, il rejoint le club Scottish Premiership de Dundee grâce à un prêt d'une saison des Forest Green Rovers. Il fait ses débuts avec les Dark Blues en tant que remplaçant lors d'une victoire en phase de groupes de la coupe écossaise contre l'Inverness Caledonian Thistle.